# Michael Herrera
Michael Herrera (né le 5 juin 1985 à Pinar del Río) est un athlète cubain, spécialiste du sprint.
Ses meilleurs temps sont de :
- 100 m : 10 s 16 (-1,3 m/s) à La Havane le 23 avril 2009
- 200 m : 20 s 31 (+2,0 m/s) à Caracas le 11 mai 2007

Lors des Championnats du monde de Daegu en août 2011, il se hisse en demi-finales du 200 m. Il y prend la 4e place en 20 s 75 derrière les deux qualifiés pour la finale Walter Dix et Alonso Edward et le Jamaïcain Mario Forsythe.